# Gotteskoog

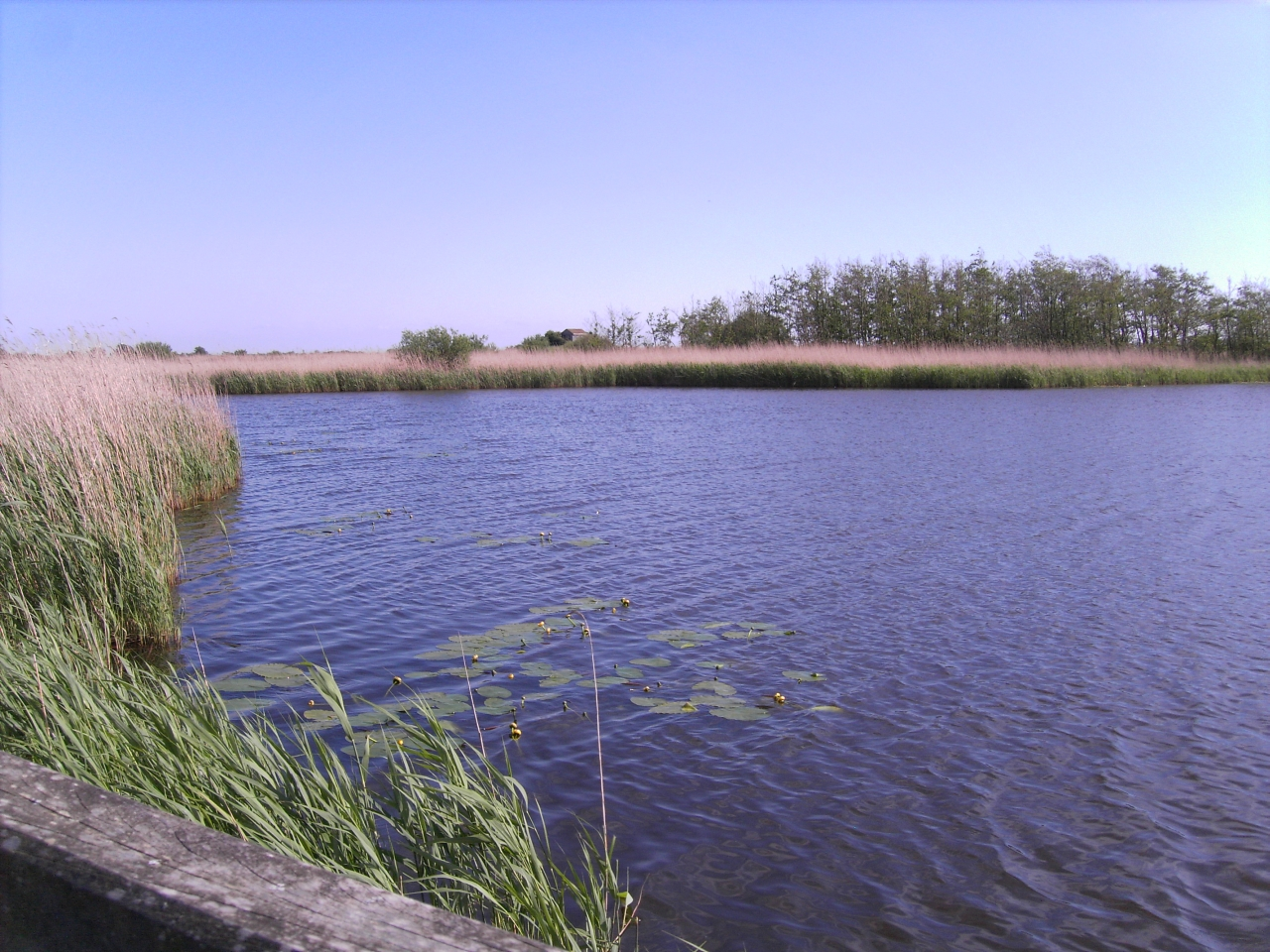
Der Gotteskoogsee mit der Natur-Informationshütte auf einer Warft im Hintergrund

Der Gotteskoog (dänisch: Gudskog, nordfriesisch: Gutskuuch) ist mit einer Fläche von 10,4 Quadratkilometer der größte Koog im Kreis Nordfriesland.

## Topografie
Der Gotteskoog erstreckt sich zwischen Aventoft an der Wiedau (dänisch: Vidå) im Norden und Niebüll im Süden. Im Westen wird er vom Alten Wiedingharder Koog begrenzt und im Osten von der Geestkante bei Humptrup und Klixbüll. Ein Großteil des Gebietes liegt unter dem Meeresspiegel. Auch mehr als 400 Jahre nach der Eindeichung ist er äußerst dünn besiedelt. Er wird heute vom Amt Südtondern verwaltet.

## Geschichte

### Vor der Besiedlung
Während der Saalekaltzeit bildete sich eine Senke zwischen zwei Altmoränen, der heutigen Geest im Osten und den Geestkerninseln im Westen. Diese füllte sich in der folgenden Eem-Warmzeit mit Wasser und in der anschließenden Weichseleiszeit mit Sand. Nach den Eiszeiten war das Gebiet durch die heutige Wiedingharde vom Meer angeschnitten, so dass sich hier statt Marsch Bruchwälder und Moore entwickelten. Das Temperaturoptimum der Römerzeit ließ den Meeresspiegel steigen. Die Landschaft wurde bis auf wenige Reste überflutet und die Wälder verschwanden. Noch heute stößt man nur wenige Meter unter der Oberfläche auf vom Moorboden konservierte Baumstämme. Als das Land wieder trocken fiel, sackte der torfige Boden ab, so dass das Gebiet des heutigen Gotteskoog an der tiefsten Stelle der nordfriesischen Marsch liegt.

### Eindeichung

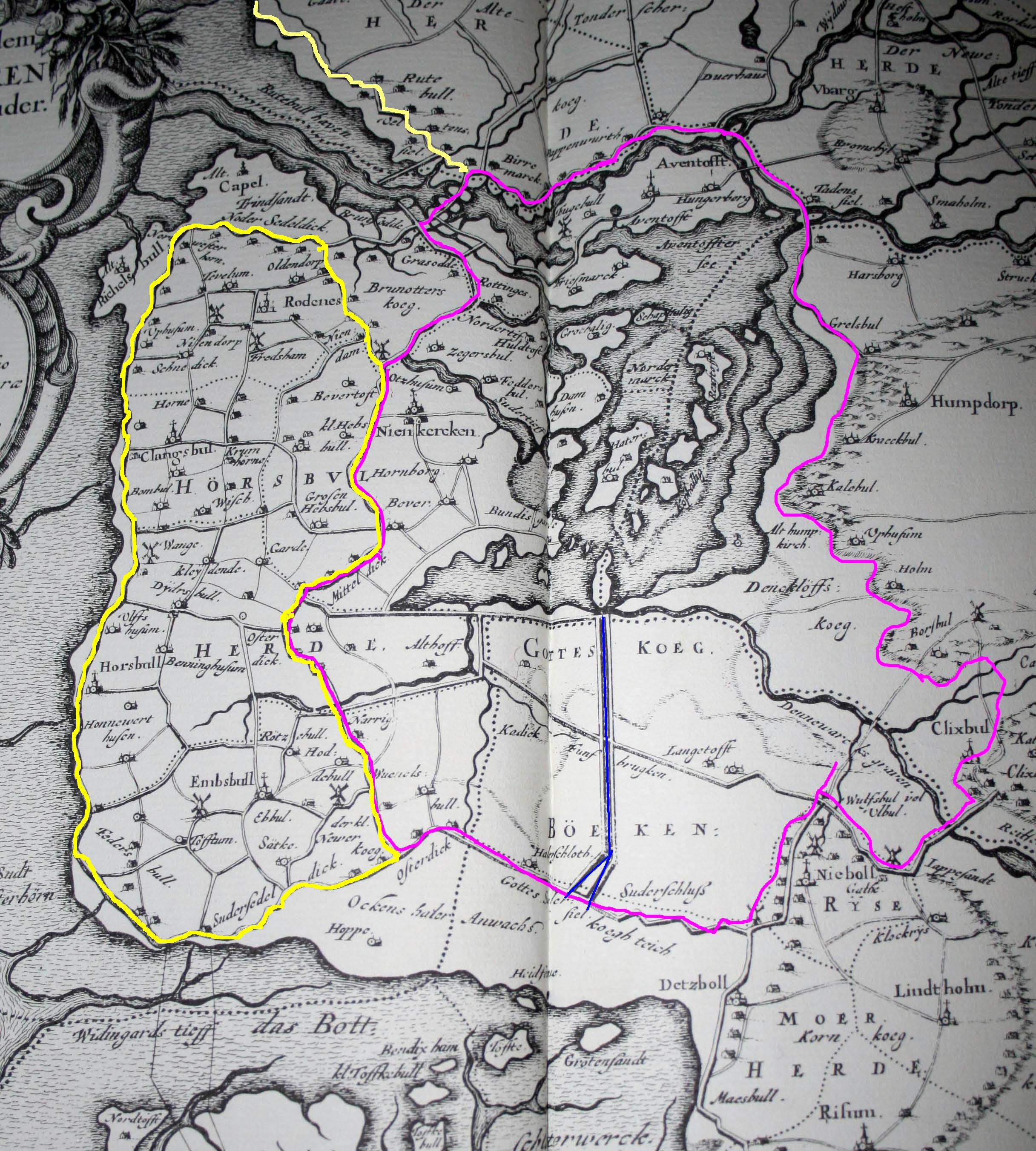
Der alte Wiedingharder Koog (gelb: „Goldener Ring“), der Damm von Hoyer nach Rutebüll (hellgelb) und der Gotteskoog (pink umrandet) mit Rollwagenzug (blau) auf einer Karte des Husumers Johannes Mejer von 1652.

Im Mittelalter bestand das nordfriesische Marschland, die sogenannten Utlande, aus von Prielen getrennten Inseln. Mit Warften schützten sich die Menschen vor der Flut. Dämme verbanden einzelne Inseln mit dem Festland. Das Gebiet des heutigen Gotteskoog enthielt auch damals große Binnengewässer, unterschied sich aber sonst wenig von den benachbarten Gebieten. Das änderte sich durch die erste große Mandränke 1362: Wattströme bahnten sich ihren Weg rund um die etwas höher liegenden Wiedingharde. Östlich davon bis zum Geestrand blieben nur Halligen über. Durch die starke Strömung der die Wiedingharde umfließenden Wattströme bildete sich in den folgenden Jahrhunderten nur wenig Anwachs.
Zum Schutz gegen das Meer umgaben die Wiedingharder ihr Land bis 1465 mit einem Ringdeich, dem sogenannten Goldenen Ring, und versuchten erneut, Dämme zum Festland zu errichten. Nicht mit in den Goldenen Ring einbezogen wurden Neukirchen östlich des Koogs und das auf einer Geestinsel gelegene Aventoft. 1506 befahl Herzog Friedrich von Schleswig und Holstein an der Stelle des Deichs des heutigen Brunottenkoogs eine Abdämmung des Brunsoddentiefs. Die 1511 unter der persönlichen Aufsicht des Herzogs begonnenen und fast abgeschlossenen Arbeiten scheiterten 1513.
Nach Friedrichs Tod wurden die Herzogtümer unter seinen Söhnen geteilt. Nun unterstanden die Harden, die sich für die Deichbauarbeiten zusammentun mussten, verschiedenen Herrschern, was die Zusammenarbeit erschwerte. Trotzdem begann Herzog Johann von Schleswig-Holstein-Hadersleben, dem das Amt Tondern mit Böking- und Wiedingharde unterstand, 1553 mit der Planung für einen Deich, der sowohl seine Residenzstadt als auch die Marschländer sichern sollte. Zu dieser Zeit war Tondern nur durch einen Sommerdeich geschützt. Nachdem die jeweiligen Pflichten, Lasten und daraus entstehenden Privilegien der Harden vertraglich festgelegt waren, begann das Großprojekt mit dem Bau eines Deiches von Hoyer nach Ruttebüll und der Abdämmung der Wiedau. Dieser Deich wurde bis zur Geest bei Grellsbüll fortgeführt. 1556 gelangen so die Eindeichung des Hoyerkoogs, des Mögeltondernkoogs, des Tondernkoogs sowie des Ubergkoogs, der früher auch Alter Gotteskoog genannt wurde.

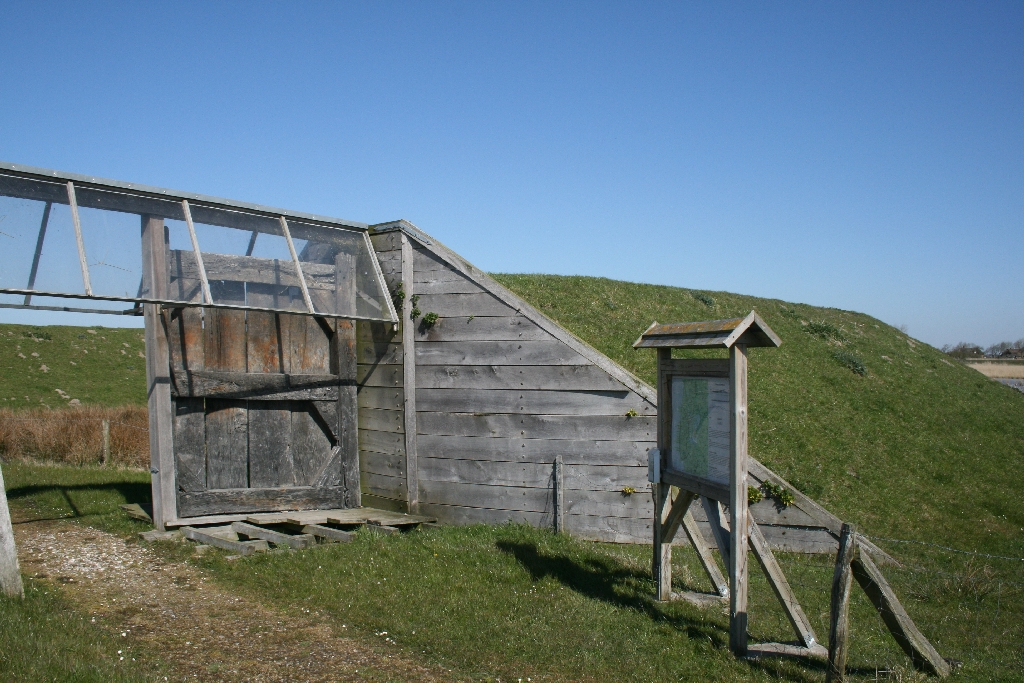
Rekonstruktion des Schleusentores der historischen Wiedauschleuse von 1565 im Deich und Sielmuseum Neukirchen. Das Original wurde bei einer Sturmflut 1584 zerstört.

1563 gelang innerhalb eines Jahres die Abdämmung der südlichen Tiefen, die zehn Kilometer lange Deichlinie bis nach Niebüll kostete weitere drei Jahre, wobei mehrere kleine Halligen miteinbezogen wurden. 1566 erfolgte sowohl im Süden als auch im Norden der Deichschluss. Die Wiedau wurde nun durch ein Schleusensystem zwischen Ruttebüll und Rosenkranz geleitet. Tondern hatte zwar seinen direkten Seeanschluss verloren, jedoch Sicherheit gewonnen. Mit in den Gotteskoog einbezogen wurden die Dörfer Neukirchen und Aventoft. Den neuen Koog, „so man im namen Gades“ angefangen und vollendet hatte, nannte man Gotteskoog.
Schon in den ersten Jahrzehnten, beginnend mit der Allerheiligenflut 1570, kam es immer wieder zu Deichbrüchen, die teilweise erst nach Jahren wieder repariert werden konnten. Bis heute zeugen davon tiefe Wasserlöcher, die sogenannten Wehlen. Erst 1603 konnte die letzte Wehle wieder befestigt werden. Zur letzten Salzwasserüberflutung kam es 1825.

### Entwässerung und Besiedlung
Doch nicht allein das Salzwasser hinderte die Urbarmachung des neuen Koogs. Da das Land niedriger liegt als die benachbarten Köge und zudem nach der Eindeichung noch weiter absackte, sammelt sich im Gotteskoog das Regenwasser von der Geest. Ein Viertel des Landes war ständig überflutet. Zudem war das restliche Land von minderer Qualität, teils sandig, teils schlickig, weil sich nur wenig Marschboden gebildet hatte. Die Gesamtfläche wurde gleichmäßig unter den drei beteiligten Harden verteilt. Das wenige Hochland bekamen die am Deichbau beteiligten Bauern als Eigentum zugeteilt. Da die neuen Eigentümer jedoch im Gegenzug zur Erhaltung der schon nach wenigen Jahren reparaturbedürftigen Deiche verpflichtet waren, begannen viele das Land zu verlassen, weil ihre Erträge zu gering waren.
1622 legte der holländische Deichbaumeister Claus Jansen Rollwagen, der Sohn des Deichgrafen Johann Clausen Rollwagen, dem Herzog Friedrich III. einen Plan zur Entwässerung vor: Sielzüge sollten das durch Schöpfmühlen aus den tiefen Gräben beförderte Wasser ableiten.  Der Rollwagenzug leitet noch heute das Wasser nach Süden ab. Rollwagen, dem die Hälfte des trockengelegten Landes zugestanden worden war, erhielt etwa 10 Quadratkilometer. Da er jedoch schon 1631 starb und seine Familie bei der Zweiten Mandränke 1634 auf einer der Halligen im Gotteskoog umkam, fiel das Land an die Landesherrschaft. Seine Arbeit, auf der alle späteren Versuche der Trockenlegung des Landes und auch die heutige Bewässerung aufbauen, ermöglichte erstmals Landwirtschaft im Gotteskoog.
1709 erhielt eine Interessentenschaft ein Oktroy. Sie ließen Deiche quer durch den Gotteskoog errichten, um so den südlichen Teil des Kooges dauerhaft von den nicht eindämmbaren Überschwemmungen des Bundesgaarder See im nördlichen Teil zu schützen. In ihrem Auftrag installierte Franz Indervelden, der Staller von Nordstrand und Sohn des Deichbauers Quirinus Indervelden, Windmühlen, um das Wasser „auf holländische Manier“ aus den tieferliegenden Gräben in den Rollwagenzug und den neuangelegten Dreiharder Gotteskoogstrom am Rand der Geest zu leiten. Bei der Weihnachtsflut 1717 wurde der gesamte Gotteskoog überflutet. Der sogenannte Interessentenkoog erhielt 1758 eine eigene Gerichtsbarkeit.
Vor allem im nördlichen Teil des Kooges waren noch bis in die 1930er Jahre hinein die Wege im Winter unpassierbar und die Warften wurden zu Halligen. Einen Großteil des Jahres über konnte man sich nur mit Klothstöcken angeschobenen Flachbooten über den überfluteten Wiesen fortbewegen. Die Bauern auf den Halligen hielten Vieh und ernteten Reet und Binsen. Wie auf den Halligen im Wattenmeer hatten auch sie mit der Erosion ihrer Warften durch das Wasser zu kämpfen. Als einziger Vorteil war Süßwasser immer verfügbar.

### Trockenlegung im 20. Jahrhundert
Die 1918 geplanten Entwässerungsmaßnahmen verzögerten sich durch Abtretung der Wiedau an Dänemark und die Inflation. Erst 1928 begann die Trockenlegung des Gotteskoogs durch zwei Schöpfwerke, von denen eines im Norden das Wasser in den Ruttebüller See pumpt. Der Wasserstand sank innerhalb weniger Jahre um einen Meter und beträgt heute 2,10 bis 2,60 Meter unter NN. Allerdings litt die Qualität des Wassers darunter sehr, so dass es nicht mehr als Trinkwasser für Mensch und Vieh genutzt werden konnte. 1930, die gefährdeten Seedeiche waren durch weitere Landgewinne längst kilometerweit vom Meer entfernt, erhielt der Gotteskoog mit der Straße von Niebüll nach Klanxbüll seine erste feste Landverbindung, nachdem schon 1922 bis 1927 die Marschbahn bis Klanxbüll gebaut worden war, um für den Bau des Hindenburgdammes Material heranschaffen zu können.
Im Rahmen eines Besiedlungsprogrammes, das von den Nationalsozialisten angeschoben wurde, um „Lebensraum“ für arbeitslose Jungbauern und Bauernsöhne zu schaffen, wurde das Koogland in den Jahren 1935 bis 1939 durch Schotterstraßen und Wege erschlossen. Eine nennenswerte Besiedlung gab es bis dahin nur auf den etwa zehn Warften und Resthalligen, von denen aus die großenteils naturbelassenen Flächen als Sommerweiden genutzt wurden. Die Landgesellschaft in Kiel kaufte das Land auf und durchzog es rechtwinklig mit Sielzügen und Gräben. Dabei entstand quer zum Rollwagenzug und zur Schmale der Siemonsgraben mit dem mit einer Elektropumpe ausgestatteten Schöpfwerk Verlath (Aventoft). Sämtliche überwiegend moorige Ländereien wurden drainiert und die umfangreichen Schilfflächen mit riesigen Pflügen umgebrochen. Die Flächen wurden in Parzellen von 20–30 Hektar aufgeteilt und mit etwa 20 uniformen Siedlungshöfen in einfachster Bauqualität entlang der Straßen und Wege bebaut. Das letzte davon wurde 1937 bezogen. Der saure, humuslose Boden, das ungenießbare Wasser aus den Entwässerungsgräben und die häufigen Überschwemmungen, wenn das Regenwasser bei gleichzeitigem Westwind und/oder wegen funktionsunfähiger Pumpen nicht durch die Siele abgelassen werden konnte, brachten die Neubauern an den Rand der Aufgabe. Viele von ihnen fielen im Zweiten Weltkrieg. In den Hungerjahren nach Kriegsende bis 1949 war dann aber jede Restfamilie froh, sich weitgehend autark ernähren zu können, zumal die Ernten langsam besser wurden, nachdem tonnenweise Kalk und Mergel zur Bodenverbesserung gestreut worden waren.
1953 begann mit dem Programm Nord die Kultivierung der landwirtschaftlichen Flächen, wenig später erfolgte die Elektrifizierung. Der Wasserspiegel wurde um weitere 50 bis 70 cm gesenkt, so dass von den weiten Wasserflächen kaum noch etwas übrig blieb. Infolge der Entwässerung stellte man fest, dass die gewonnenen Böden sehr sauer oder zu salzig waren und die von nur wenig Klei überdeckten Torfe die Schwefelanreicherung förderten. 30 Quadratkilometer sogenannte kranke Marsch wurden saniert bzw. mit Lärchen, Pappeln, Erlen und Weiden aufgeforstet, wo keine Kultivierung möglich war. Effektive Weidewirtschaft und verstärkte Besiedlung wurde erst durch die 1959 erfolgte Versorgung mit sauberem Wasser von der Geest möglich.
Heute wird im gesamten Koog Landwirtschaft betrieben. Am Gotteskoogsee wird nach wie vor Reet geerntet, allerdings inzwischen mit Amphibienfahrzeugen und nicht mehr per Hand. Für die Instandhaltung der Deiche und Siele ist der Deich- und Hauptsielverbandes Südwesthörn-Bongsiel zuständig.
Daneben wird der Tourismus immer wichtiger. Ein besonderer Anziehungspunkt ist das Haus des Malers Emil Nolde im zu Neukirchen gehörenden Seebüll.

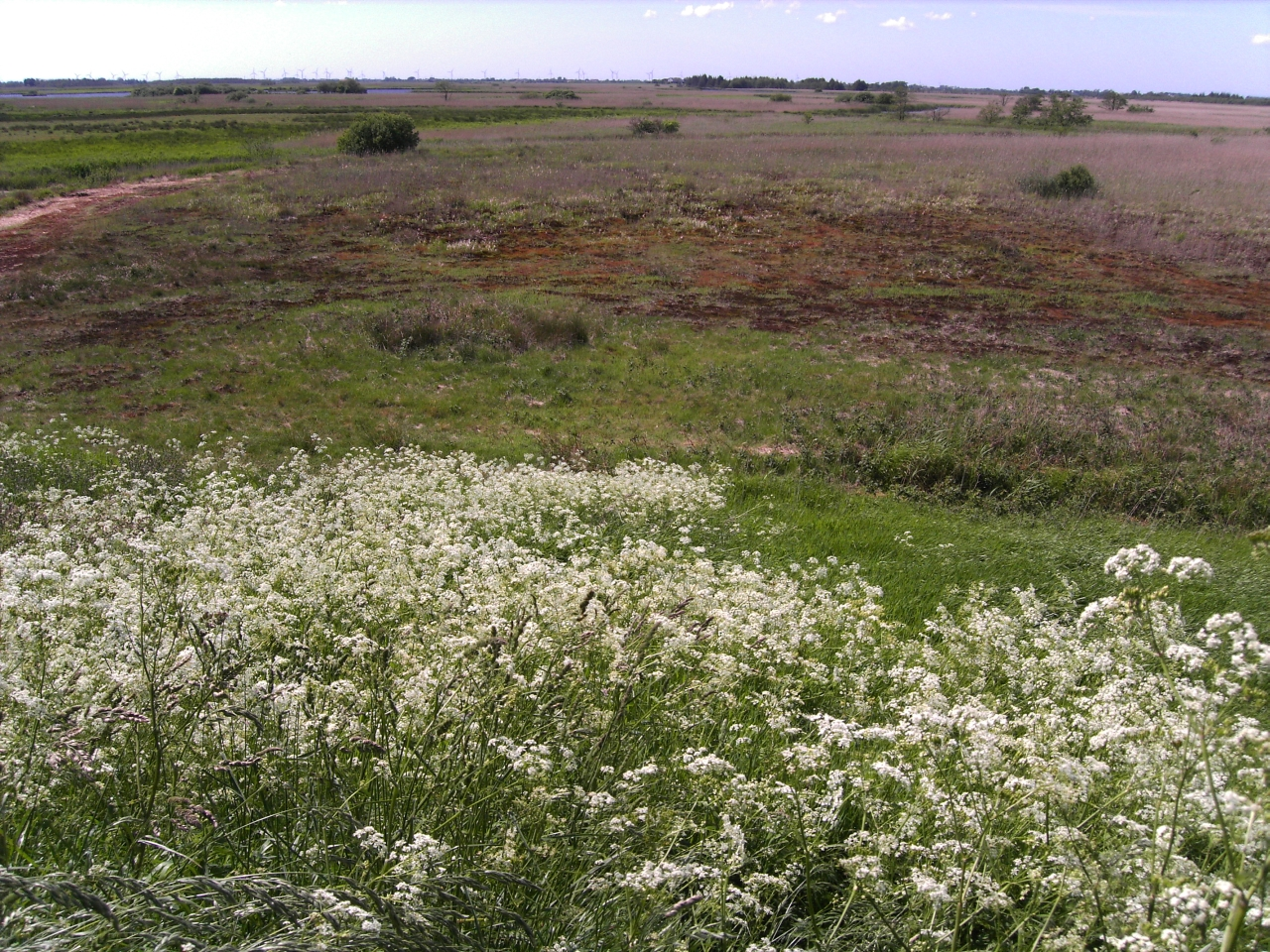
Heidelandschaft am Gotteskoogsee

## Naturschutz
Schon in den 1930er Jahren waren die Folgen der Entwässerung für die Umwelt unübersehbar: Die Wasserqualität verschlechterte sich rapide. Das durch salziges Grundwasser brackig gewordene Wasser war für Mensch und Tier nicht mehr genießbar. Die trockenfallenden Böden versalzten. Früher typische Pflanzen wie Seerose und Rohrkolben verschwanden, dazu die reichen Fischbestände, von denen sich die Bewohner ernährt hatten.
Nachdem in den 1950er Jahren durch stärkere Pumpen die Trockenlegung des Gotteskoogs abgeschlossen war, waren von den weiten Wasserflächen nur noch 60 ha übrig geblieben.
In der Ramsar-Konvention wurde das Gotteskooggebiet als „Feuchtgebiet von internationaler Bedeutung“ herausgestellt. Daraufhin begann man 1982 mit der Renaturierung von Ödlandflächen. Heute befindet sich in der mit 2,5 Meter unter NHN tiefstgelegenen Region, dem Gotteskoogsee, ein von der künstlichen Entwässerung abgekoppeltes, von einem Damm und einem Ringkanal umgebenes Feuchtgebiet. Der Wasserstand, der im übrigen Koog im Winter bis auf 2,5 Meter unter NHN abgesenkt wird, ist hier auf −1,5 Meter NHN angehoben. Die Salzwiesenvegetation, die sich auf den versalzten Böden ausgebreitet hatte, verschwand schnell. Im Winter kann hier wieder Reet geerntet werden.
Neben Gänsen und Limikolen bietet das größtenteils unzugängliche Naturschutzgebiet Gotteskoogsee dem Seeadler Wohnraum. Auch zahlreiche Zugvögel nutzen das Gebiet zur Rast.